# Kaleidoscope (album, Siouxsie and the Banshees)
Kaleidoscope je třetí studiové album anglické post-punkové skupiny Siouxsie and the Banshees. Vydáno bylo v roce 1980 společností Polydor Records (v USA jej vydala společnost PVC Records). Spolu s kapelou desku produkoval Nigel Gray. Oproti albu Join Hands (1979), které této desce předcházelo, došlo k personálním změnám na pozici kytaristy a bubeníka: Johna McKaye vystřídal John McGeoch a Kennyho Morrise pak Budgie. Ve třech písních na albu hostoval Steve Jones ze skupiny Sex Pistols.

## Seznam skladeb
Autory všech skladeb jsou Siouxsie Sioux a Steven Severin, pokud není uvedeno jinak.
1. Happy House
2. Tenant
3. Trophy (Sioux, Severin, McGeoch)
4. Hybrid
5. Clockface
6. Lunar Camel
7. Christine
8. Desert Kisses
9. Red Light
10. Paradise Place
11. Skin

## Obsazení
- Siouxsie Sioux – zpěv, kytara, prstové činely, kamera, melodika
- Steven Severin – baskytara, kytara, zpěv, klavír, syntezátor, elektrický sitár
- Budgie – bicí, harmonika, baskytara, perkuse
- John McGeoch – kytara, saxofon, varhany, sitár, syntezátor
- Steve Jones – kytara